# アンメリン
アンメリン（英: Ammeline、4,6-ジアミノ-2-ヒドロキシ-1,3,5-トリアジン)は化学式C3H5N5Oで表される複素環式化合物で、1,3,5-トリアジンの2位にヒドロキシ基、4位と6位にアミンが結合した構造を持つ。メラミンの加水分解により生じる。

## 合成
尿素の熱分解、もしくはジシアンジアミド2分子とビウレット1分子の縮合反応により生じる。
{\displaystyle {\ce {2C2H4N4\ + C2H5N3O2 -> 2C3H5N5O\ + NH3}}}

## 性質
弱酸性で、酸解離定数(pKa)はおよそ9である。硝酸塩、硫酸塩、クロム酸塩及びシュウ酸塩を形成する。沸騰した希塩酸と反応するとメレムとアンモニアを生じる。メラミンの加水分解の初期段階に生じ、希アルカリとともに沸騰させるなどして加水分解を進めるとアンメリドが生じる。